# Hacsek és Sajó
A Hacsek és Sajó Vadnay László által megteremtett kabaréjelenet, illetve a két szereplő neve.
A későbbiekben sok Hacsek és Sajó-jelenet született több író tollából is. A fogalommá vált jelenetek első előadói – harminc éven át – Herczeg Jenő és Komlós Vilmos voltak.

## A keletkezés története
1928-ban az Andrássy úti Színház nem fogadta el Vadnay szinopszisát. A kabaréban is színházat játszó társulat vezetői visszadobták az ötletet. Kifogásolták a cselekmény nélküli párbeszédes jelenetet, rá akarták venni a szerzőt, hogy bővítse a szereplők számát egy feleséggel. Vadnay a javaslatot nem fogadta el, és átsétált a konkurenciához, a Teréz körútra. A Terézkörúti Színpad színpad igazgatójának, Nagy Endrének a következő volt a véleménye:
„Meg lehet próbálni, de ne Két ember beszélgetése legyen a címe.”
A szerző így emlékezik:
„Genfben nem tudom, hányszor ült össze a békekonferencia. Gondoltam. írni kellene erről egy kis tréfát, ahogy két pesti polgár elképzeli a békecsinálást. A téma megvolt, most már csak két pesti hangzású név kellett. Felütöttem a telefonkönyvet, behunyt szemmel ráböktem ceruzámat, és ahol eltaláltam, ott állt Hacsek. Aztán megint böktem, ez volt a Sajó. Így születtek.”
Az első jelenet bemutatója 1929-ben volt.

## Évtizedekre prolongálva
Vadnay párbeszédes jelenete az újdonság erejével hatott. A pesti kabarék műsorát korábban konferanszokból, vicces magánszámokból, kuplékból, sanzonokból, egyfelvonásos jelenetekből szerkesztették. Az egyszerű dramaturgiára épülő jelenet humorforrása a két ellentétes figura civódására épült. Sajó kissé vonalas, ellenzős, könnyen dühbe hozható sznob, a hatalom igéit szajkózó figura volt. Hacsek ennek pont az ellentéte. Színlelt, tettetett hülyeségével - szinte népi hősként - az átlagemberek igazságával bőszítette beszélgető társát. Ezt a két figurát a bemutatón, és ezt követően három évtizeden át - nap, mint nap - Herczeg Jenő és Komlós Vilmos alakította kitűnően, jelentősen hozzájárulva a váratlan sikerhez.
Kellér Dezső emlékezése:

| „ | ...Volt úgy, hogy kávéház se volt, de a két kávéházi figura akkor is egzisztált. Mi minden történt közben, de Hacseket és Sajót semmi sem zavarta. Sajó ugyanúgy dühöngött és verte a márványasztalt, Hacsek ugyanúgy pityergett, szipákolt ijedten és tévesztette össze Gandhit Bandival, a bolettát a rolettával, és a pingpongot egy kínai tábornokkal... | ” |
|   | |   |

Vadnay több mint ezer Hacsek és Sajó jelenetet írt, amelyet rövidesen úton-útfélen játszottak, országosan, sőt külföldön is népszerű lett. A nagy siker azonban a szerzőnek jelentős hasznot nem hozott. Csak a Terézkörúti Színpad és a Reggeli újság fizetett honoráriumot. Az illegális előadások, publikálások jogdíját bírósági úton, rentábilisan behajtani nem lehetett.
A politika, illetve annak hatására a Színészkamara a jelenet sikersorozatát is megtörte. A szilencium ideje alatt Komlós Vilmos az Artista Egyesület tagjaként műsorába illesztette a számot. Hacseket egy térdére ültetett bábbal valamint hasbeszéléssel vagy hanglemez bejátszással pótolta.
A háború után, 1953. szeptember 11-ig kellett várni, a két kávéház figura ismételt színre lépéséig. A Vidám Színpadon bemutatott Nem a tükör görbe című kabaré zárószáma volt a Hacsek és Sajó. Az Amerikában letelepedett Vadnay nevét hiába keressük a színlapon...

## További írók, előadók

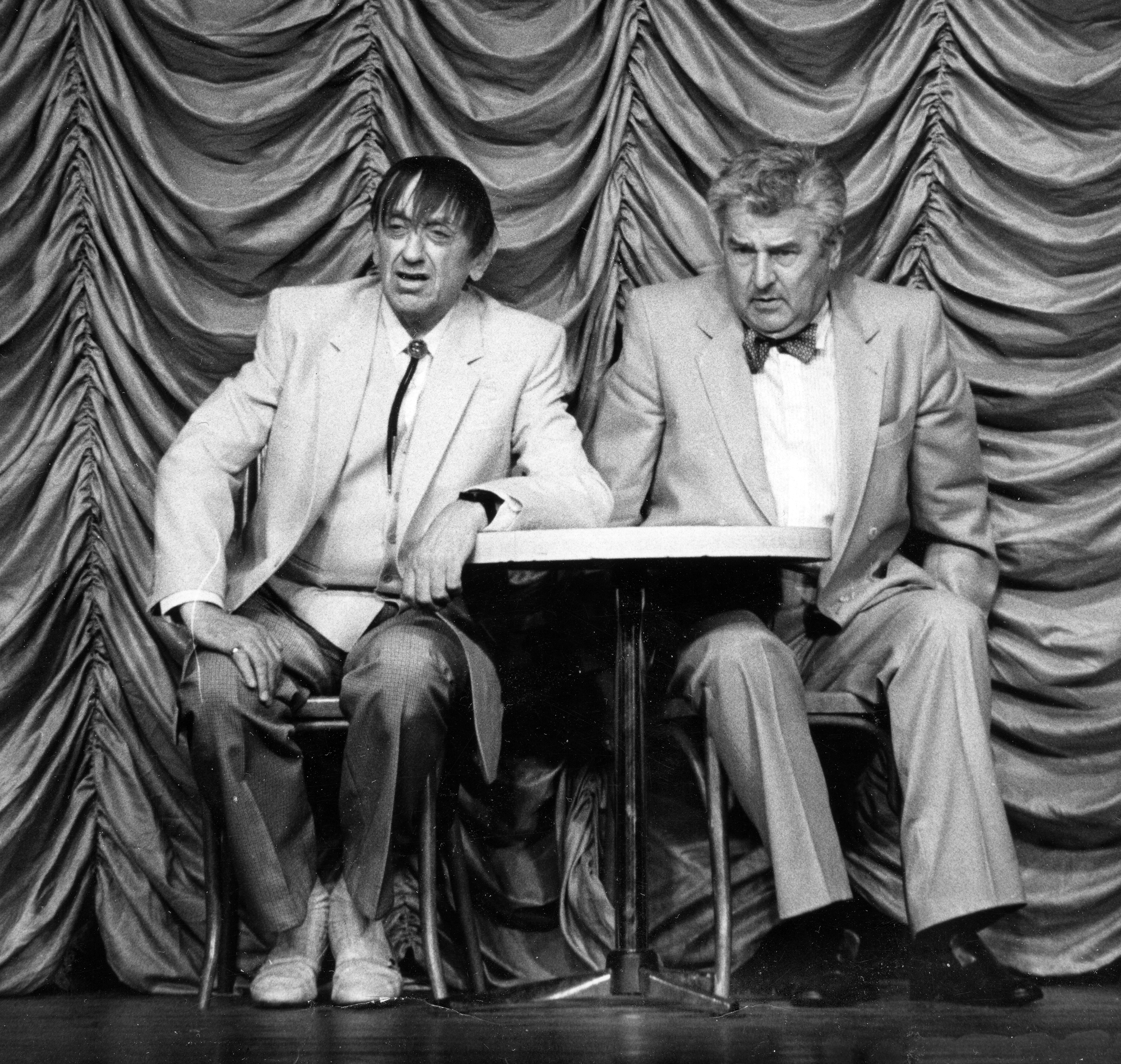
Hacsek (Kibédi Ervin) és Sajó (Berényi Ottó) (kabaréjelenet)

Az említett ötvenhármas szám írója, Nádasi László volt, aki korábban néhány jelenet társszerzőjeként is ismert volt. Mellette -többek között- Nóti Károly, Görög László, Király Dezső; később Peterdi Pál, Trunkó Barnabás, Kapás Dezső, Verebes István és Podmaniczky Szilárd is írt egy-egy opust, a főhősök neveit változatlanul hagyva. Karinthy Frigyes Így írna Einstein „Hacsek és Sajó”-t címmel írt paródiát a népszerű jelenetről. Több későbbi párbeszédes kabaréjelenet is a "Vadnay dramaturgiát" követte. Ezek közül az egyik legismertebb Komlós János Jenő és Lujza sorozata.
Kezdetben Vadnay, Herceg Jenővel felváltva, sorozatban játszotta Hacsek szerepét. Komlós Vilmos "váltótársa" Nádasi László volt.
Komlós Vilmos és Herczeg Jenő szerepeit a Vidám Színpadon Kibédi Ervin (Hacsek) valamint Viola Mihály (Sajó), később Hlatky László vette át. Egy felsorolás – a teljesség igénye nélkül – azokról a színészekről, akik tartósan vagy egy-egy alkalommal a két kávéház perlekedő figuráját alakították: Kállai Ferenc, Major Tamás, Benedek Miklós, Szacsvay László, Sas József, Beregi Péter, Heller Tamás, Kern András, Koltai Róbert, Verebes István. 1961-ben, szerzői előadóestjén, a Bartók Teremben Hacsekként Vadnay is játszott. Partnere Mányai Lajos volt.
Benedek Miklós és Szacsvay László szintén emlékezetes párosa a szinte csak a nevében különböző Zacsek és Cicvarek duót is alakította.

## Könyv
- Hacsek és Sajó Babits Kiadó (1989)
- Hacsek és Sajó összegyűjtött legjobb mókái. Falukönyv-Ciceró Kiadói Kft. (1990) ISBN 963-539-314-8

## Hanghordozó
- Hacsek és Sajó (Qualiton - LPX 16641 - 1982)

| - - Békekonferencia - Csicsóné, Deákné, Bodóné - A víznagykereskedő (Társszerző: Nádassy László) - A billikom (Társszerző: Nádassy László) - A fiam alsóba jár - A dzsembori | - - Hacsek az őszi vásáron - Sajóné sportol - Boording house - Californiai poppy - Bridge |

## Hang és kép
- Komlós Vilmos és Herczeg Jenő
  - Sajóné sportol
  - Mi van magával Jenci?
- Kibédi Ervin és Hlatky László
- Agárdy Gábor - Kállai Ferenc - Raksányi Gellért: Hacsek és Sajó a középkorban
- Koltai Róbert - Benedek Miklós
- Benedek Miklós - Szacsvay László: Idegenvezető
- Beregi Péter - Sas József
- Varga Ferenc József - Aradi Tibor: Népszámlálás
- Nádas György - Markos György[halott link]
- Kern András - Verebes István[halott link]